# Pierre Miquel (historien de l'art)
Cet article concerne l'historien de l'art. Pour l'historien spécialisé dans l'histoire de France, voir Pierre Miquel.
Pierre Miquel, né à Maurs (Cantal) le 7 juin 1921 et mort à Grasse (Alpes-Maritimes) le 30 décembre 2002, est un écrivain et historien de l’art, spécialiste du mouvement romantique français au XIXe siècle et de la peinture de paysage en France au XIXe siècle.

## Biographie

### Famille et formation
Pierre Miquel naît d’un père photographe et d’une mère commerçante. Après une enfance passée à Maurs-la-Jolie, il fait ses études secondaires à l’Institut Saint-Eugène d’Aurillac (Cantal), poursuit une formation juridique, littéraire et de sciences géologiques à l’université de Toulouse (Haute-Garonne) puis obtient un doctorat d’histoire de l’art à l’Institut d’art et d’archéologie (université Paris-Sorbonne).

### L'historien et son œuvre
« […] Pierre Miquel, un de nos historiens d’art les plus éminents dont l’œuvre riche et opulente explore et éclaire le XIXe siècle avec une finesse et une limpidité remarquables. Il est l’un de ceux qui ont le mieux étudié et compris la peinture de paysage en France, un art où se joue tant de belles et subtiles émotions. C’était aussi un grand écrivain maintes fois couronné par l’Académie française qui savait ressusciter l’esprit du temps et camper la figure contrastée de plusieurs de nos grands peintres […]. »

— Jean-Jacques Aillagon, ministre de la Culture
Pierre Miquel entame sa carrière d'écrivain par la publication de deux ouvrages sur la jeunesse de Victor Hugo (1802-1885) suivie par une biographie sur Paul Huet (1803-1869).

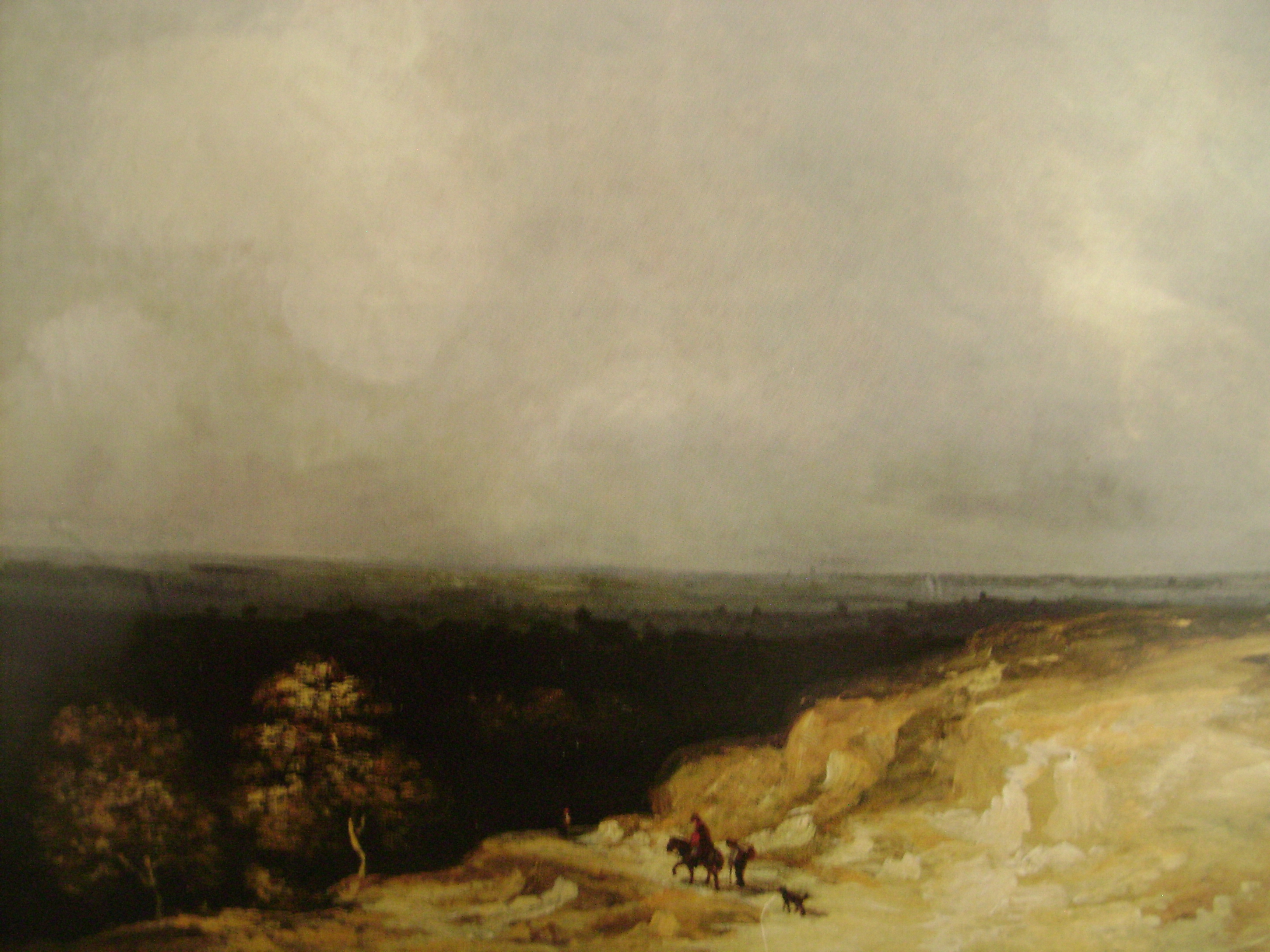
Tableau de Georges Michel (1763-1843) présenté lors de l'exposition organisée par Pierre Miquel au Pavillon des Arts à Paris, en 1967.

Parallèlement l’historien poursuit un travail de recherches et d’investigations sur la peinture de paysage en France et en Europe : « pendant des décennies, Pierre Miquel a étudié de façon systématique la peinture de paysage française du XIXe siècle. Le résultat est l'un de ces monuments qui finissent par prendre le nom de leur auteur. Le “Miquel” comme on l'appellera sans doute un jour, est une somme de onze volumes, intitulée L’École de la Nature » écrit Charles Flour.
Cette collection ne s’arrête pas à la seule étude de ce mouvement artistique mais constitue un ensemble d’ouvrages pluridisciplinaires dans lesquels s’imbriquent littérature, économie, politique, philosophie et leurs interférences avec la peinture et l’art : en 1976, Le Monde juge que cette collection, qualifiée de « monumentale » pourra être utilisée aussi bien par le grand public que par les spécialistes.
En marge de sa production littéraire il assure la promotion de la peinture française du XIXe siècle par l’organisation de nombreuses expositions en France et à l’étranger (Grande-Bretagne, Japon, États-Unis, Portugal…).
À sa mort, Le Figaro écrit : « il était l’un des meilleurs spécialistes de la peinture de paysage en France au XIXe siècle. […] Spécialiste en ce domaine, il avait accompli un travail qualifié de bénédictin. »
Il garda toujours attache dans le village de Maurs-la-Jolie où il est inhumé au cimetière communal.
Il lègue au musée de cette ville une collection de dessins connue sous le nom de Collection cantalienne.

## Œuvres

### Histoire littéraire
- Hugo touriste 1819-1824, Paris, Éditions La Palatine, 1958 (prix Broquette-Gonin de l’Académie française, 1959, catégorie littérature)[8]. De l’influence des promenades de Victor Hugo aux environs de Paris sur ses premières œuvres.
« […] L'idée neuve de M. Pierre Miquel est d'être allé revoir les lieux où se sont passés les épisodes du premier roman d'amour de Victor Hugo. […] Je mettrai par-dessus tout les chapitres que M. Pierre Miquel consacre à Houdan, à Montfort et à Dreux. Il y fut bien reçu ce qui compte déjà, et, grâce peut-être à cette politesse, il y a retrouvé le souvenir d'un oublié qui mériterait de ne pas l'être entièrement, et il a touché un point délicat du ménage Hugo, à l'époque où Adèle n'était plus la chaste fiancée des lettres célèbres, mais l'épouse aussitôt asservie aux maternités. Il s'agit de celui qui publia en littérature sous le nom de Saint-Valry et qui se nommait Claude Souillard […] » écrit Robert Coiplet[9],[10].
- Avec Victor Hugo, du sacre au cabaret 1825-1829, Châtenay-Malabry, Éditions Lefort, 1960 Suite de la promenade en compagnie de Victor Hugo à travers les milieux qu’il a fréquenté, du légitimisme royaliste au libéralisme.

### Histoire de l'art

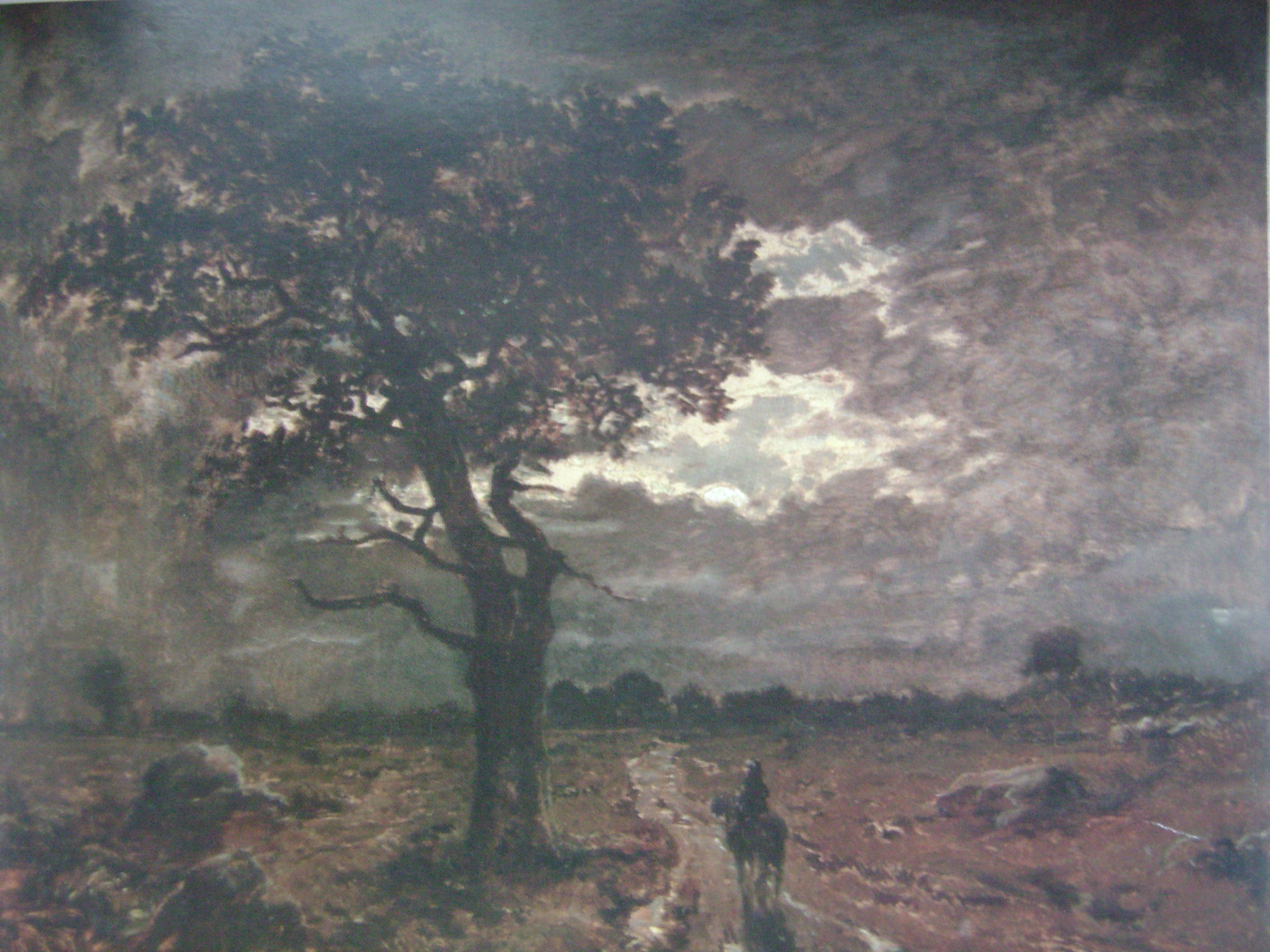
Théodore Rousseau, Le Rageur, cavalier sous l'orage, 1852.
Pierre et Rolande Miquel indiquent que cette toile est l’un des « plus purs chefs-d’œuvre de l’artiste. » C’est la vision de l’arbre aux branches tourmentées et au travers lui celle de toute la nature qui domine le tableau. Comme chez Georges Michel, l’homme est tout petit et ne fait que donner l’échelle. La puissance du clair de lune, les branches tourmentées du Rageur contribuent à accentuer la vision animiste de la nature par le peintre et le caractère romantique de l’œuvre.

- Paul Huet. De l’aube romantique à l’aube impressionniste, Sceaux, Éditions de la Martinelle, 1962 Prix Broquette-Gonin de l’Académie française 1966 catégorie histoire.
Essai de biographie apologétique du précurseur du romantisme.
André Chastel écrit : « L'ouvrage essentiellement narratif de P. Miquel fait connaître l'homme : il invite à réfléchir sur la place du peintre parmi ce groupe de petits maîtres sans qui le goût français ne se serait pas peu à peu élevé assez haut[13] ».
- Collection Le Paysage français au XIXe siècle. L’Ecole de la Nature, Maurs-la-Jolie, Éditions de la Martinelle. La collection comprend : 
  - tome I : Le Paysage français au XIXe siècle (prix Charles-Blanc de l’Académie française, 1976). Étude sur l’évolution du Paysage en France au XIXe siècle dans ses rapports avec l’évolution du Paysage en Europe.
  - tomes II-III : Le Paysage Français au XIXe siècle (prix Charles-Blanc de l’Académie française, 1976). Monographie établie année après année de chacun des 40 plus grands paysagistes nés avant 1820, Georges Michel, Jean-Baptiste Camille Corot, Antoine-Louis Barye, Achille Etna Michallon, Édouard Bertin, Théodore Caruelle d'Aligny, Pierre Thuillier, Camille Flers, Alexandre-Gabriel Decamps, Paul Huet, Jacques Raymond Brascassat, Auguste Charles La Berge, Narcisse Díaz de la Peña, Constant Troyon, Georges-Antoine-Prosper Marilhat dit Prosper Marilhat, (Georges Antoine), Jules Dupré, Jean Hippolyte Flandrin, dit Hippolyte Flandrin - Tableaux chronologiques et comparatifs ainsi que 9 cartes topologiques de leurs lieux d’activité notamment Forêt de Fontainebleau et Barbizon.
  - tome IV : Le Paysage français au XIXe siècle, monographie établie année après année de chacun des plus grands paysagistes nés entre 1820 et 1845, Jacques Barthélemy Appian dit Adolphe Appian, Anastasi Auguste Paul Charles dit Auguste Anastasi, Eugène Lavieille, Alfred de Curzon, Raymond Bonheur, Rosa Bonheur, Auguste Bonheur, Juliette Bonheur, Léon Villevieille, Léon Belly, Paul Guigou, Antoine Guillemet, Henri Zuber.
  - tome V : Paysage et Société, le sentiment de la nature, étude sociologique et esthétique, la politique de l’administration des beaux-Arts et les Salons (grand prix de l’Académie française, 1986).
  - tome VI : Art et Argent, le jury et répertoire annuel des fonctionnaires - qui est qui ? - biographies; la critique et inventaire de la presse; les collectionneurs et répertoire des principaux collectionneurs; les marchands et répertoire du commerce de l’art.
  - tome VII : Félix Ziem (1821-1911) (prix de l’Académie des beaux-arts, 1978), biographie.
  - tome VIII : Catalogue de l’œuvre de Félix Ziem  (prix de l’Académie des beaux-arts, 1978), plus de 1 800 œuvres répertoriées.
  - tome IX : Eugène Isabey (1803-1886). La marine au XIXe siècle (premier prix Élie-Faure, 1980 ; grand prix de l’Académie de marine, 1981), biographie. « Pierre Miquel suit la trace du peintre quasiment au jour le jour. L'importance d'Isabey comme témoin tient à une longévité qu'on ne retrouve pas, Ingres excepté, chez les peintres du temps. Isabey parcourt le siècle. Né un an après Hugo, il lui survit. […] Voici le premier ouvrage exhaustif, dans l'état actuel des connaissances, sur un peintre et sa peinture si représentatifs d'un si long temps ; un artiste, dit Baudelaire, parmi "les plus justement heureux du mouvement novateur"[14]. »
  - tome X : Catalogue de l’œuvre d’Isabey (premier prix Élie-Faure ; grand prix de l’Académie de marine, 1981). Plus de 1 800 œuvres répertoriées.
  - tome XI : Félix Ziem, premier supplément au catalogue, 1996. Complément biographique, étude des périodes essentielles de l'évolution du style de Ziem. Plus de 1 591 œuvres supplémentaires répertoriées.

« […] Georges Michel se tenait en marge des asservissements officiels. Ils étaient despotiques. Contre la tyrannie néoclassique, qui a sévi près de cinquante ans et s'est montrée coriace jusqu'au bout, s'insurge le romantisme. Sa doctrine réside essentiellement " dans la manière de sentir ", comme le définira Baudelaire, auquel tout historien d'art est contraint de se référer lorsqu'il s'avise d'explorer en profondeur les mouvements de l'âme. […] Il y a eu rupture certes. Elle ne fut pas totale […]. Entre les deux camps, […] s'insère la " génération sacrifiée " des " réformistes". […] Pourtant, Pierre Miquel ne décèle-t-il pas chez les romantiques un retour au véritable classicisme ? […] Nous voici donc aux prises avec un romantisme lui-même subdivisé - toujours la chronologie - en trois périodes : celle où, avec Huet et Decamps comme chefs de file, il a violemment engagé l'offensive ; celle du triomphe du Salon de 1831 ; et la dernière où les directions divergent, où les troupes se scindent, où la confusion s'installe un peu partout […], où le courant réaliste commence à prévaloir […] On suivra l'auteur lorsqu'il s'engage dans ce qu'il appelle la période indécise - 1839-1848, […]. On le suivra encore dans la période naturaliste (1848-1874) Dupré, Rousseau), avec une distinction entre le naturalisme synthétique (Courbet, Millet) et le naturalisme analytique (Daubigny, Troyon, Harpignies). Pour tâcher sans doute de clarifier les choses, l'ordre chronologique ne suffisant plus, un autre système de classement est proposé. Il regroupe les artistes dans les lieux qu'ils ont fréquentés, […] dont ils ont éternisé les sites - Marlotte, L'Isle-Adam, forêts de Compiègne et de Fontainebleau… - ou dans leurs "écoles" provinciales de Lyon, de Bordeaux ou du Midi. Quelle immense somme d'efforts pour situer les paysagistes français non seulement les uns par rapport aux autres mais dans leur siècle ! […] »

— Jean-Marie Dunoyer

### Ouvrages posthumes
Parus après décès sur la base des notes et archives laissées par Pierre Miquel à son épouse et collaboratrice Rolande Miquel.
- Narcisse Díaz de la Peña : volume I Monographie et volume II Catalogue raisonné de l’œuvre peint, Courbevoie, Éditions ACR, 2006
- Théodore Rousseau, 1812-1867, Paris, Éditions Somogy, 2010
- Paul Huet. De l’aube romantique à l’aube impressionniste (avec la collaboration du professeur Gérard Bonnin et de Michael Tazi Klaa), Paris, Éditions Somogy, 2011

### Fonds Pierre Miquel
- Fonds d'archives à la Frick Collection[15]
  - Un fonds Pierre Miquel a été constitué à la bibliothèque du musée The Frick Collection - New York - États-Unis. Ce fonds est principalement constitué des archives concernant les peintres Eugène Isabey, Théodore Rousseau (en partie), Georges Michel et autres peintres de paysage[16].
- Fonds d'archives Pierre Miquel - Bibliothèque du musée des beaux-arts de la ville de Lyon
  - Depuis 2007 la Bibliothèque du musée des beaux-arts de Lyon est détentrice d'un fonds documentaire et iconographique qui couvre les périodes suivantes :
    - École française jusqu'en 1800 ;
    - École française du XIXe siècle ;
    - École étrangères, Hollande, Flandres, Italie, Angleterre, Espagne, Allemagne, Europe, Amérique, Russie, Japon.

« Cette donation a permis de faire du pôle documentaire l'un des plus riches de France après ceux du département des peintures du musée du Louvre et du musée d'Orsay. »

— Sylvie Ramond